# Arianna Grace
Bianca Sophia Carelli (Mississauga, 29 de junho de 1997) é uma lutadora profissional canadense e americana, além de competidora de concursos de beleza. Ela trabalha atualmente para a WWE, onde se apresenta sob o nome de ringue Arianna Grace na marca NXT. Ela também aparece na Total Nonstop Action Wrestling (TNA), onde é a representante entre o NXT e a TNA.
Uma lutadora profissional de segunda geração, Carelli é filha de Anthony Carelli, mais conhecido como Santino Marella.

## Início de vida
Bianca Carelli nasceu em Mississauga, Ontário, Canadá, filha de Petrina e do lutador profissional Anthony Carelli, mais conhecido por seu tempo na WWE como Santino Marella e atualmente trabalha na Total Nonstop Action Wrestling (TNA). Desde jovem, Carelli participou de apresentações de teatro ao vivo, competições de improvisação, dança competitiva e concursos de beleza. Ela venceu o concurso Miss Teen Ontario-World em 2013, aos 17 anos, e se formou na Universidade de Western Ontario em London, Ontário, Canadá, com um diploma de Bacharel em Biologia. Carelli também possui um extenso treinamento em MMA, com foco em Judô, Jiu-Jitsu e Boxe.

## Carreira na luta livre profissional

### National Wrestling Alliance (2018–2022)
Carelli começou a treinar em 2018 com o lutador independente Tyson Dux no Canadá e fez sua estreia em 9 de junho de 2018. No NWA EmPowerrr em 2021, Carelli competiu na NWA Women's Invitational Cup Gauntlet, que foi vencida por Chelsea Green. Ela seguiu competindo em vários shows independentes na Flórida antes de ser contratada pela WWE em março de 2022.

### WWE (2022–presente)
Em 17 de março de 2022, foi anunciado que Carelli havia assinado com a WWE, onde ela se reportaria à marca NXT. No episódio de 29 de abril do NXT Level Up, ela fez sua estreia sob o nome de ringue Arianna Grace, derrotando Amari Miller. Logo depois, foi anunciada como participante do Torneio NXT Breakout Feminino, onde foi derrotada por Nikkita Lyons na primeira rodada, no episódio de 10 de maio do NXT. No episódio de 10 de agosto do NXT, Grace conquistou sua primeira vitória televisionada ao derrotar Thea Hail. Em outubro, Grace sofreu uma lesão no ligamento cruzado anterior (LCA), o que a afastou por um ano.
Grace fez seu retorno aos ringues no episódio de 29 de setembro de 2023 do NXT Level Up, perdendo para Fallon Henley. Agora interpretando uma personagem de concurso de beleza e se chamando "Miss NXT", Grace fez seu retorno televisionado no Torneio NXT Breakout Feminino em outubro, onde derrotou Brinley Reece na primeira rodada, mas perdeu para Kelani Jordan nas semifinais. No episódio de 16 de janeiro de 2024 do NXT, Grace participou de uma Battle Royal para determinar a desafiante número 1 pelo Campeonato Feminino do NXT, que foi vencida por Roxanne Perez. No episódio de 12 de março do NXT, Grace derrotou Gigi Dolin por desqualificação com a estipulação de que, se Dolin perdesse, Grace teria que fazer uma transformação nela. No entanto, essa história foi abandonada depois que Dolin sofreu uma lesão no joelho. No episódio de 25 de junho do NXT, Grace lutou contra Sol Ruca por uma oportunidade pelo Campeonato Norte-Americano Feminino do NXT no NXT Heatwave contra Kelani Jordan, mas foi derrotada. Na semana seguinte, no NXT, depois que Karmen Petrovic desafiou Jacy Jayne e Jazmyn Nyx para uma luta de duplas no NXT Heatwave, a gerente geral do NXT, Ava, designou Grace como parceira de Petrovic, para desgosto de Petrovic. No pré-show do NXT Heatwave, Grace e Petrovic derrotaram Jayne e Nyx. Após a luta, Grace e Petrovic tiveram uma discordância sobre quem contribuiu para a vitória, o que levou Ava a marcar uma luta entre elas no NXT daquela semana, onde Grace foi derrotada. Em agosto, Grace supostamente sofreu uma lesão não divulgada. Ela fez seu retorno nas telas no NXT Vengeance Day em 15 de fevereiro de 2025, com seu pai, Santino Marella.

### Total Nonstop Action Wrestling (2024–presente)
No episódio de 5 de setembro de 2024 do Impact!, Carelli, como Arianna Grace, fez sua estreia na Total Nonstop Action Wrestling (TNA) e anunciou que seria a nova representante entre o NXT e a TNA. No Victory Road em 13 de setembro, Grace apareceu nas telas com seu pai, o diretor de autoridade da TNA, Santino Marella, pela primeira vez em suas carreiras.

## Vida pessoal
Carelli é descendente de italianos, paquistaneses, Métis e finlandeses. Ela está em um relacionamento com o lutador profissional americano Mitchell Lavalley, mais conhecido pelo nome de ringue Channing "Stacks" Lorenzo. Eles ficaram noivos em 27 de dezembro de 2024. Em 2023, ela competiu no concurso de beleza Miss Universo Canadá, onde terminou entre as 20 melhores. Em 25 de janeiro de 2025, Carelli anunciou que se tornou cidadã americana.